# ドイチェ・フースバルマイスターシャフト1905-1906
ドイチェ・フースバルマイスターシャフト 1905-1906 は、ドイツサッカー協会によって開催された第4回目のクラブチーム全国大会である。VfBライプツィヒが優勝し、2回目のドイチャー・フースバルマイスターの座に就いた。

## 概要
今季から中立地開催原則に修正条項が加えられ、「どちらかのクラブが中立地を希望した場合のみ」となった。希望がない場合は、どちらかのホームタウン・近隣都市にある他クラブのホームスタジアムでの開催になる。また、優勝クラブにはトロフィーに加えて新たにDFBから表彰状とペナントが授与されることとなった。
ベルリンの代表権に関して問題が持ち上がった。過去三大会ベルリン代表を送り出してきたベルリン球技クラブ協会とマルクサッカー協会間の紛争、ベルリン＝ブランデンブルク全体の統括権を巡る争いである。
話し合いに決着がつかなかったので、ベルリンとマルク・ブランデンブルクに一つずつ出場枠が認められた。また今大会は史上初めて中止試合や棄権が一切なく、すべて予定通りに行われた。

## 出場クラブ[2]
DFBに加盟する各地方協会の王者だけが出場を認められた。DFBの圧力により、北ドイツ協会 (今日のシュレースヴィヒ＝ホルシュタイン協会)、ハンブルク協会、ブレーメン協会、メクレンブルク＝フォアポンメルン協会、ニーダーザクセン協会 (南ニーダーザクセンとオスナブリュックを除く地域)、南東ドイツ協会 (ブレスラウとニーダーラウジッツ)が、新たに創設された。
これら新設地方協会に加えて、既存の中部・西部・南部のサッカー協会があり、そのうち地域大会を開催して出場クラブを決めたのは5協会だった。南東ドイツ協会・ベルリン球技クラブ協会 (VBB)・マルク協会との間では、地域間プレーオフが行われた。バルト海沿岸の東プロイセン・西プロイセン・ポンメルンからは参加クラブなし。同地方を統括するバルト芝生・ウインタースポーツ協会の創設は、2年後である。
今大会は前回王者枠のベルリナー・ウニオン、VBB王者ベルリナー・ヘルタ、マルク・ブランデンブルク王者ノルデン＝ノルトヴェストと、ベルリンのクラブが3つ出場した。
| クラブ                               | 出場資格                                                    |
| SCシュレージエン・ブレスラオ         | ブレスラオアー・フースバルマイスターシャフト1905-1906優勝   |
| ベルリナーFCヘルタ92                 | VBBベルリナー・フースバルマイスターシャフト1905-1906優勝    |
| ベルリナーFCノルデン＝ノルトヴェスト | メルキッシェ・フースバルマイスターシャフト1905-1906優勝     |
| ベルリナーTuFCウニオン92             | 前回王者                                                    |
| VfBライプツィヒ                      | ミッテルドイチェ・フースバルマイスターシャフト1905-1906優勝 |
| FCヴィクトリア・ハンブルク           | HAFBマイスターシャフト優勝                                  |
| ケルナーFC1899                       | ヴェストドイチェ・フースバルマイスターシャフト1905-1906優勝 |
| 1. FCプフォルツハイム                | ズュートドイチェ・フースバルマイスターシャフト1905-1906優勝 |

昨季とは異なり、南東部では出場権争奪プレーオフが行われた。ブレスラウ球技協会代表シュレージエン・ブレスラウ、ニーダーラウジッツ球技クラブ協会代表ＦＶブランデンブルク1899コットブスが、1906年4月1日にドレスデンで対戦。シュレージエン・ブレスラウが3－1で勝った。

## 準々決勝
| 1906年4月22日 準々決勝 | VfBライプツィヒ (1893年) | 9 – 1 | SVノルデン=ノルトヴェスト | ライプツィヒ                               |
|                        |                          |       |                           | 競技場: Stadion des Friedens 主審: Weimann |

| 1906年4月29日 準々決勝 | SCシュレージエン・ブレスラウ | 0 – 7 | ベルリナーFCヘルタ92 | ドレスデン     |
|                        |                              |       |                      | 主審: K. Baier |

| 1906年4月29日 準々決勝 | FCヴィクトリア・ハンブルク | 1 – 3 | ベルリナーTuFCウニオン92 | ハンブルク                                 |
|                        |                            |       |                          | 競技場: Exerzierwiese Altona 主審: Weimann |

| 1906年5月6日 準々決勝 | 1. FCプフォルツハイム | 4 – 2 (延長) | ケルナーFC1899 | マンハイム                                        |
|                       |                       |              |                | 競技場: Stadion an den Brauereien 主審: W. Henkel |

初出場のベルリナーFCノルデン＝ノルトヴェストは、初代ドイツ王者VfBライプツィヒに1－9で大敗した。ヴァッカー・ライプツィヒのホームスタジアムという条件は、ヴァッカーの地元ライバルに何らハンデを与えなかった。開始10分、ドレスデナーSCでの二年間を経て復帰したエトガー・ブリューアーが決めてVfBが先制、ブリューアーはそこからハットトリックを達成し、チームのリードは4－0に。また初代大会得点王ハインリヒ・リゾとアーダルベルト・フリードリヒがそれぞれ2得点、そしてマルティン・レーシヒが残り1点を決めた。ノルデン＝ノルトヴェストはスコアを1－7とするゴールを決めたが、得点者は不明である。 
FCヴィクトリア・ハンブルクは事実上のホームで戦ったが、前回王者ベルリナー・ウニオンに1－3で敗れた。ハンブルクは前線両翼にアドルフ・ゲールツとカール・ヴァイマルという強力なタレントを擁したが、決定機はことごとく相手GKパウル・アイヒェルマンに阻まれた。ちなみにこの3人はDFBの記録に残っていない非公式ドイツ代表戦、いわゆる「ウーアレンダーシュピール」に一試合出場した。ウニオンは前半に先制、後半ハンブルクはディーツェが同点にするも、そこからW・ユルガとフェリックス・ユルガの兄弟が一点ずつを決め、1－3でウニオンが勝った。ヴィクトリア・ハンブルクの大会はここで終わったが、主将のオットー・アイクホフは主審として決勝戦に参加している。
サッカー後進地域であった南東ドイツの代表シュレージエン・ブレスラウは発展途上であり、先進地域の代表ベルリナーFCヘルタ92の相手ではなく、首都のクラブが7－0で圧勝した。ハーフタイム時点のスコア・得点者は不明である。
準々決勝最後の試合は1．FCプフォルツハイム対ケルナーFC1899。ケルナーには後の国際審判・DFB会長のペコ・バウヴェンスがいた。ケルナーは前半にヴィリ・ラッフェンベルクとアルトゥール・フランケンの得点で2－0と先行したが、プフォルツハイムはその三分後にグスタフ・シュテーアが一点を返し、前半終了。後半開始わずか一分にプフォルツハイムが2－2の同点に追いつき、その後スコアは動かず延長に突入した。ヘルマン・シュヴァイカートが100分に勝ち越しゴール、四分後にシュテーアが追加点を叩き込み、プフォルツハイムが4－2で勝利した。

## 準決勝
| 1906年5月6日 準決勝 | ベルリナーFCヘルタ92 | 2 - 3 | VfBライプツィヒ (1893年) | ベルリン                                                       |
|                     |                      |       |                          | 競技場: Platz des BFC Viktoria 観客数: 2,000 主審: Otto Eikhof |

| 1906年5月20日 準決勝 | ベルリナーTuFCウニオン92 | 0 – 4 | 1. FCプフォルツハイム | ブラウンシュヴァイク |
|                      |                          |       |                       | 主審: Johannes Runge |

ベルリナー・ヘルタとVfBライプツィヒの準決勝は、ベルリナーTuFCヴィクトリア89のホームスタジアムで開催された。試合直前、VfBライプツィヒのウイングの選手ヴィルヘルム・ショーンベルクが、1906年アテネオリンピック運営委員の仕事を終えて帰国した。VfBは前半25分にゲオルク・シュタインベックが先制ゴール、その二分後にアルフレート・ローレンツがPKを決めてヘルタが1－1の同点に追いついた。
前半31分にVfBのエトガー・ブリューアーが再度勝ち越しゴールを決めると、わずか一分後にヘルタもリヒャルト・ハウプトが同点弾と、シーソーゲームの様相を呈する。これに終止符を打ったのは、六分後のブリューアーによるこの日自身二点目・今大会六点目、そしてVfBライプツィヒの通算三度目のファイナル進出を決める勝ち越し弾だった。残り50分間スコアは動かず、3－2で初代ドイツ王者が勝利し、そしてヘルタの初挑戦は終わった。
今季のベルリン王者は敗退したが、前回王者として出場したもう一つのベルリンのクラブが、まだ勝ち残っていた。二週間後、連覇を狙うベルリナー・ウニオンはプフォルツハイムと準決勝を戦ったが、0－4で大敗しドイツ王座喪失が確定した。スコア的にはサプライズではなく、前半こそスコアレスで耐えたウニオンだったが、後半はプフォルツハイムに四失点を喫した。得点者は、グスタフ・マイアーとグスタフ・シュテーアの一点ずつは判明しているが、残り2ゴールの得点者が不明。

## 決勝
| VfBライプツィヒ (1893年)      | 2 — 1 | 1. FCプフォルツハイム |
| ----------------------------- | ----- | --------------------- |
| ブリューアー 15分 · リゾ 85分 |       | グスタフ・シュテーア  |

| VfBライプツィヒ |  |                              |  |
|                 |  |                              |  |
|                 |  | ヨハネス・シュナイダー       |  |
|                 |  | アートゥーア・ヴェアナー     |  |
|                 |  | エアハート・シュミット       |  |
|                 |  | ハインリヒ・リゾ             |  |
|                 |  | ゲオーク・シュタインベック   |  |
|                 |  | パウル・オッパーマン         |  |
|                 |  | カール・ウーレ               |  |
|                 |  | カミッロ・ウーギ             |  |
|                 |  | マーティン・レーシヒ         |  |
|                 |  | アーダルバート・フリードリヒ |  |
|                 |  | エトガー・ブリューアー       |  |
| 監督            |  |                              |  |
|                 |  |                              |  |

| 1. FCプフォルツハイム |  |                            |  |
|                       |  |                            |  |
|                       |  | エミル・ファース           |  |
|                       |  | ヘアマン・シュトイドレ     |  |
|                       |  | ヴィルヘルム・ヒラー       |  |
|                       |  | カール・イェーガー         |  |
|                       |  | ヘアマン・ホーファー       |  |
|                       |  | アートゥーア・ヒラー       |  |
|                       |  | グスタフ・シュテーア       |  |
|                       |  | ヘアマン・シュヴァイカート |  |
|                       |  | エミル・リュール           |  |
|                       |  | グスタフ・マイアー         |  |
|                       |  | ユリウス・フィンク         |  |
| 監督                  |  |                            |  |
|                       |  |                            |  |

|  |  |

じつに四年間で三度目の決勝進出を果たしたVfBライプツィヒは、遠征費不足を理由に棄権した昨年度を除けば、決勝進出率は100%である。ライプツィヒが試合前日に開催地に到着したのに対し、プフォルツハイムは試合日の夜 (深夜か) 到着であった。タレントの質でもライプツィヒ優位は明らかである。
ライプツィヒの攻勢が続く試合展開で、プフォルツハイムのDFヘルマン・シュトイドレとMFヴィルヘルム・ヒラーはひたすら守備に忙殺された。
前半15分ライプツィヒはエトガー・ブリューアーの今大会自身七点目で先制、しかし挑戦者も10分後にシュテーアの今大会自身五点目で1－1の同点に追いついた。その後ライプツィヒはブリューアーとハインリヒ・リゾがPKを失敗するなどチャンスを浪費したが、それでも終了五分前にリゾが決勝ゴールを挙げ、2－1で競り勝ったVfBライプツィヒが通算二度目のドイチャーマイスター王座を獲得した。敗れたプフォルツハイムは、この準優勝が全国レベルでの最高成績となった。

## VfBライプツィヒのマイスターマンシャフト
| VfBライプツィヒ        | |

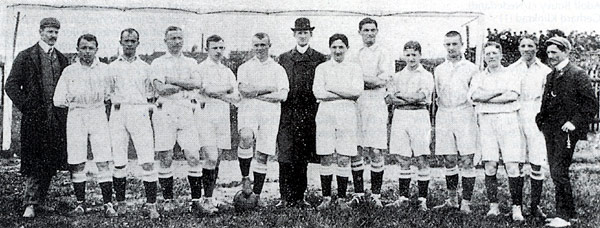
Die Spieler des VfB Leipzig
und Schiedsrichter Otto Eikhof (rechts)
vor dem Finale.
v. l. n. r.: Schneider, Uhle, Riso, Schmidt, Werner, Steinbeck, Blüher, Oppermann, Ugi, Laessig, Friedrich, Burkhardt, Raydt

| Wappen des VfB Leipzig | - GK: ヨハネス・シュナイダー (3試合/-得点), Dr. エアンスト・ライト (0/-) - DF: エアハート・シュミット (3/-), アートゥーア・ヴェアナー (3/-) - MF: パウル・オッパーマン (3/-), ゲオーク・シュタインベック (3/1), カミロ・ウーギー (3/-) - FW: エトガー・ブリューアー (3/7), アーデルバート・フリードリヒ (3/2), マーティン・レシヒ (3/1), ハインリヒ・リゾ (c) (2/3), ヴィルヘルム・ションブアク (1/-), カール・ウーレ (3/-) - 出場なし: Burkhardt (0/-) - 監督: – |

## 得点ランキング[13]
ヘルタ・ベルリンの7点、ノルデン＝ノルトヴェストの1点、ベルリナー・ウニオンの1点、プフォルツハイムの2点、計11ゴールが得点者不明である。
| 選手 | 選手                         | クラブ                     | 出場数 | 得点数 |
| ---- | ---------------------------- | -------------------------- | ------ | ------ |
| 1.   | エトガー・ブリューアー       | VfBライプツィヒ            | 3      | 7      |
| 2.   | グスタフ・シュテーア         | 1. FCプフォルツハイム      | 3      | 5      |
| 3.   | ハインリヒ・リゾ             | VfBライプツィヒ            | 2      | 3      |
| 4.   | アーダルバート・フリードリヒ | VfBライプツィヒ            | 3      | 2      |
| 5.   | ディーツェ                   | FCヴィクトリア・ハンブルク | 1      | 1      |
| 5.   | アートゥーア・フランケン     | ケルナーFC1899             | 1      | 1      |
| 5.   | ヴィリ・ラッフェンベアク     | ケルナーFC1899             | 1      | 1      |
| 8.   | リヒャート・ハウプト         | ベルリナーFCヘルタ92       | 2      | 1      |
| 8.   | フェリックス・ユアガ         | ベルリナーTuFCウニオン92   | 2      | 1      |
| 8.   | W・ユアガ                    | ベルリナーTuFCウニオン92   | 2      | 1      |
| 8.   | アルフレート・ローレンツ     | ベルリナーTuFCウニオン92   | 2      | 1      |
| 12.  | マーティン・レーシヒ         | VfBライプツィヒ            | 3      | 1      |
| 12.  | グスタフ・マイアー           | 1. FCプフォルツハイム      | 3      | 1      |
| 12.  | ヘアマン・シュヴァイカート   | 1. FCプフォルツハイム      | 3      | 1      |
| 12.  | ゲオーク・シュタインベック   | VfBライプツィヒ            | 3      | 1      |